# Seseli zeylanicum
Seseli zeylanicum är en flockblommig växtart som beskrevs av Johan Peter Rottler och Charles Baron Clarke. Seseli zeylanicum ingår i släktet säfferötter, och familjen flockblommiga växter. Inga underarter finns listade i Catalogue of Life.